# Giuseppe Prestipino (filosofo)
Giuseppe Prestipino (Gioiosa Marea, 1º maggio 1922 – Civitavecchia, 17 settembre 2020) è stato un filosofo, sociologo e politico italiano professore emerito presso l'Università degli Studi di Siena, già ordinario di filosofia della storia e di filosofia teoretica.

## Biografia
Attivo nel Partito Comunista Italiano dal 1943-1944,, alternò l'attività di docente universitario con quelle di giornalista, politico, sindacalista. 
Docente fino al 1968 nei licei, sia nella Libia post-coloniale che in Italia, divenne poi docente universitario dal 1968 al 1971 anno in cui tornò definitivamente in Italia, e dove successivamente ricoprì anche i ruoli di deputato regionale alla Regione Sicilia e di sindaco di Capizzi.
Fondatore di diverse riviste accademiche e scientifiche, divenne noto in particolare come pubblicista e studioso di socialismo, marxismo ed estetica.
Nel 1998, con la partecipazione del governo D'Alema alla guerra del Kosovo, decise di prendere la tessera del Partito della Rifondazione Comunista. 
Era presidente onorario del Centro per la filosofia italiana di Monte Compatri e Direttore della rivista filosofica Il contributo.

## Opere
- La teoria del mito e la modernità di G. B. Vico, Palermo, Montaina, 1962
- L'arte e la dialettica in Lukàcs e Della Volpe, Messina-Firenze, D'Anna, 1961
- Che cos'è la filosofia: strutture e livelli del conoscere, Gaeta, Bibliotheca, 1994
- Per una antropologia filosofica: proposte di metodo e di lessico, Napoli, Guida, 1983
- Marxismo (e tradizione gramsciana) negli studi antropologici, 1980
- Natura e società, Roma, Editori Riuniti, 1973
- Da Gramsci a Marx, Roma, Editori Riuniti, 1979
- Modelli di strutture storiche, Bibliotheca, 1993
- Narciso e l'automobile, La Città del Sole, 2000
- Realismo e Utopia. In memoria di Lukács e Bloch, Roma, Editori Riuniti, 2002
- Tre voci nel deserto. Vico Leopardi Gramsci, Roma, Carocci, 2006
- L'arte della memoria, Pontassieve, Prospettiva Edizioni, 2015